# جوتس جيرفي
61°31′N 25°50′E / 61.52°N 25.83°E
جوتس جيرفي هي بحيرة متوسطة الحجم تقع في منطقة مستجمعات المياه الرئيسي كيميوكي. وهي تقع في منطقة بايات هامي في فنلندا